# حمد الجهيني
حمد سعود عواد الجهيني (مواليد 26 سبتمبر 1990) هو لاعب كرة قدم قطري يلعب في خط الوسط لعب سابقاً مع نادي الشحانية.

## روابط خارجية
- حمد الجهيني على موقع Soccerway.com (الإنجليزية)